# Leucopholis aberrans
Leucopholis aberrans är en skalbaggsart som beskrevs av Sharp 1876. Leucopholis aberrans ingår i släktet Leucopholis och familjen Melolonthidae. Inga underarter finns listade i Catalogue of Life.